# Георгиевская, Сусанна Михайловна
Суса́нна Миха́йловна Гео́ргиевская (урождённая Сарра Рахмилевна Згут; 10 (23) мая 1910, Одесса — 27 ноября 1974, Ленинград) — русская советская писательница.

## Биография
Родилась 10 мая (по старому стилю) 1910 года в Одессе в еврейской семье, в которой была единственным ребёнком; родители заключили брак здесь же 7 июня 1909 года. Её отец — одесский мещанин Рахмиль Ицкович (Исаевич) Згут (1879—1952) владел «фотоателье Р. И. Згута» на Ризовской улице, № 31 на Молдаванке и магазином почтовых открыток с издательством на Успенской улице, № 127. Мать — дочь голованевскского мещанина Нехама Сруль-Лейбовна Згут (урождённая Малая; в русифицированном варианте Нина Израилевна или Нина Львовна; 1891—1976).
Родители поселились в Ленинграде не позднее 1927 года, жили в доме № 14 на канале Грибоедова. Во время НЭПа владели мастерской, затем отец работал штамповщиком на фабрике. В 1927—1929 годах Сусанна Згут училась в студии Ленинградского государственного театра драмы (в 1929 получила свидетельство об окончании студии в связи с её ликвидацией). Сергей Александрович Снегов, познакомившись с Георгиевской в 1930 году уже как с женой Глушко, описал её следующим образом: «Она была невелика, красива, изящна, быстра, темноглаза и темноволоса, одета с выкрутасами», — и упомянул, что она работала гидом в ленинградском «Интуристе». Некоторое время Сусанна с мужем жили в квартире её дяди по матери Александра Львовича Малого, который дружил с Глушко со школьных лет, но к весне 1931 года семьи рассорились. К весне 1933 года брак с Глушко распался.
Работала актрисой в Интернациональном театре, переводчицей среди иностранных рабочих на заводе «Электроаппарат», журналисткой в газете «Пионерская правда». Окончила, по разным данным, Ленинградский государственный университет в 1935 году или Ленинградский институт иностранных языков (ЛИФЛИ) в 1936 году.
С начала 1936 года стала публиковать переводы и очерки в журнале «Вокруг света» и газете «Ленинские искры» под именем С. Згут. По воспоминаниям корреспондента «Ленинских искр» Абрама Лазаревича Старкова, часть рукописей она позиционировала как пересказы публикаций зарубежных авторов, но в редакции газеты сложилось мнение, что это были её собственные вымыслы. Примерно в это же время вышла замуж за архитектора Всеволода Сергеевича Георгиевского (1905—1957), взяла фамилию мужа и несколько позже начала публиковаться под ней. В 1939—1941 годах уже под новой фамилией были опубликованы её рассказы как для взрослых, так и для детей в ленинградских журналах «Чиж» (1939), «Литературный современник» (1940) и «Ленинград» (1940—1941), в московском журнале «30 дней» (1941). Снегов пишет, что брак Георгиевских распался «в самом начале войны».
В начале Великой Отечественной войны эвакуировалась с родителями и сыном Петром (1937—1942) в Молотов, где они жили все вместе на Шадринской улице, дом № 51, кв. 2; отец работал начальником снабжения на Молотовском заводе телефонных аппаратов НКЭП № 629. В Молотов же была из Москвы эвакуирована и семья дяди — инженера-приборостроителя Александра Малого, включая бабушку Георгиевской со стороны матери. В конце 1942 или начале 1943 года, после смерти сына, добровольцем ушла на фронт в составе переходящей роты девушек Московского флотского экипажа (МФЭ). С апреля 1943 года она служила старшим инструктором, редактором, переводчиком и диктором в Седьмом отделе по работе среди войск противника Политического управления Северного флота, лейтенант административной службы. Занималась переводом агитационных материалов на немецкий язык и вещанием их на позиции противника через громкоговорители.
После войны получила широкую известность прозаическими произведениями о детях разных возрастов, а также юношеской прозой. К числу наиболее удачных относятся повести «Лгунья» (1969) и «Колокола» (1972), а также роман «Отец» (1973). Памяти отца посвящена вышедшая в 1955 году повесть «Отрочество». Книги были переведены на румынский, польский, чешский, словацкий, болгарский, венгерский, немецкий и английский языки. Оставила воспоминания о Данииле Хармсе, с которым познакомилась через своего друга — философа Леонида Липавского, которого называет своим учителем.
Покончила с собой 27 ноября 1974 года. По версии Д. Л. Быкова, отравилась, страдая тяжёлой клинической депрессией. По версии корреспондента газеты «За родину» Натальи Журавлевой, поводом к самоубийству стало неверное с точки зрения Георгиевской изображение героев «Лгуньи» в спектакле Центрального детского театра по мотивам романа.
Похоронена на кладбище в Комарове.

## Награды и премии
- Орден Отечественной войны II степени (24.10.1944).
- Медаль «За отвагу» (10.4.1944).
- Медаль «За оборону Советского Заполярья»[15].

## Критика
По характеристике А. В. Дановского, большинство произведений Георгиевской предназначены для детей младшего школьного возраста. При этом они «проникнуты лиризмом, глубоким нравственно-патриотическим пафосом», а их героям «присущи мужество и храбрость, душевное благородство, подлинная дружба, товарищество».
В. Казак отмечает, что творчество Георгиевской адресовано также и взрослым с целью «помочь им более глубоко понять нежную душу ребёнка». По его определению, «стиль Георгиевской отличается своеобразной сжатостью, автор часто ограничивается главными предложениями, повествование строится как чередование эпизодов».
По мнению Д. Л. Быкова, стиль Георгиевской отличается экспрессивностью, а её творчество «открывает дверь в волшебный мир, не похожий на ту повседневность, в которой мы существуем». Он особо выделил адресованные юношеству романы «Отец» и «Лгунья», а также повесть о любви «Колокола» и отметил сходство впечатлений, произведённых на него в детстве произведениями Сусанны Георгиевской и Галины Демыкиной.

### Комментарии
1. ↑  Запись о рождении в канцелярии одесского городского раввина свидетельствует о дате 10 (23) мая 1910 года[1]. Большинство источников, включая Большую советскую энциклопедию, указывает дату рождения Георгиевской как 10 (23) мая 1916 года[12]. Однако это противоречит сведениям о том, что она в 1930 году состояла в браке с инженером Валентином Петровичем Глушко[13]. В личном деле работников Александринского театра датой рождения указано 10 (23) мая 1910 года[2]. Сама Георгиевская в новелле «Двоеточие» упомянула, что в 1923 году ей (рассказчику) было 10 лет[14]. По данным сайта «Память народа», в призывной учётной карточке указана дата 23 мая 1914 года, в одном из наградных листов — 1915 год[15]. В. И. Глоцер указал год её рождения как 1910[16]. В эвакуационных списках 1942 года датой рождения указан 1911 год[17]
2. ↑  Первая жена Снегова — Фира (Эсфирь) Яковлевна Вайнштейн — была двоюродной сестрой Сусанны Георгиевской со стороны матери[13].
3. ↑  Александр Львович Малый (1907—1961) — по образованию физик, известен как учёный-ракетостроитель, участник разработки первого в мире электротермического ракетного двигателя. В его честь назван кратер Малый на обратной стороне Луны[21][22].
4. ↑  Всеволод Сергеевич Георгиевский (1905—1957) — соавтор проекта вокзала Пушкинского заповедника в Тригорском, построенного в 1937—1940 годах[29]. Муж идентифицирован по фамилии, профессии и одному из вариантов отчества сына (Пётр Всеволодович) в списках эвакуированных[30]. Принято во внимание также совпадение имени, отчества и профессии с возлюбленным главной героини повести Георгиевской «Лгунья».
5. ↑  Арестованный 6 июня 1936 года Снегов описывает брак Сусанны Згут с архитектором Георгиевским и смену фамилии как события, состоявшиеся до ареста, но публикации под её девичьей фамилией Згут выходили и в 1937 году[33].
6. ↑  Сведения могут быть неточны, поскольку Снегов в это время находился в заключении. Сама Георгиевская распространяла версию, что её муж умер в начале войны[34][35].
7. ↑  В посмертно опубликованной повести «Монолог» Георгиевская пишет: «Я овдовела в первые дни войны, сынок мой умер от тифа. [...] Перед тем как уйти на фронт, я каждый день зарывала в холмик его могилы игрушки»[35].
8. ↑  Издание НПО «Энергомаш» имени академика В. П. Глушко.